# El Carmen (Santa Cruz)
El Carmen est une ville du département de Santa Cruz en Bolivie située dans la province d'Andrés Ibáñez. Sa population s'élevait à 10 425 habitants en 2001.